# 藤井精一
藤井 精一（ふじい せいいち、1914年（大正3年）4月28日 - 1988年（昭和63年）1月11日）は、日本の政治家。前橋市長を務めた。

## 略歴
- 前橋市神明町に生まれる。[2]旧制前橋中学校から新潟県立小千谷中学校に転校、1932年（昭和7年）同校卒業。
- 前橋市助役などを歴任。
- 1978年、前橋市長選挙に出馬。初当選
- 1982年、前橋市長選挙に出馬。当選（2期目）
- 1986年、前橋市長選挙に出馬。当選（3期目）
- 1988年1月、市長現職のまま死去。
- 全国市長会財政分科会委員を務めた
- 前橋市長在職中の1979年、かねてから危険性が指摘されてきたインフルエンザワクチンの集団接種中止の決断を下した。当時はこの決断は無駄な危険から子供たちの命を守ったと考えられ、全国でこれに習う施策が行われたが、現在の医学では非科学的な決断とされ、その後のインフルエンザ蔓延と死亡に悪影響を及ぼしたとされている[要出典]。

## 主な論文
- 「群馬文化」201号（1985)石川薫顧問追悼号
- 「群馬文化」210号（1987)山田武麿先生追悼号